# Wiener Straßenbahn
Wiener Straßenbahn er et sporvognssystem i Østrigs hovedstad Wien. Der er 227 kilometer sporvognslinje i Wien, hvilket gør det til at af verdens største systemer.
Wiener Straßenbahn kaldes i folkemunde Bim og har en lang historie. Den 4. oktober 1865 kørte den første hestetrukne sporvogn i Wien fra Schottentor til Hernals. For at opnå en mere effektiv drift åbnede man den 27. oktober 1883 den først dampdrevne sporvognsstrækning. Sporvognene drives af Wiener Linien, som er et datterselskab til Wiener Stadtwerke Holding AG, der er et kommunalt selskab ejet af byen Wien. Der benyttes normalspor på 1.435 millimeter.

## Historie

### Hestetrukket sporvogn
Brigittenau Eisenbahn var forløberen for sporvognene i Wien. Det var en hestetrukket bane, der fra 1840 til 1842 kørte fra Donaukanal til forlystelsesetablissementet Kolosseum for enden af Jägerstraße i Brigittenau.
Der var flere virksomheder, der kandiderede til at bygge byens nye "hestesporvogn", men det blev Schaeck-Jaquet & Comp, der skulle gennemføre projektet. Den 4. oktober 1865 kunne driften mellem Schottentor og Hernals begynde, og den 24. april 1866 blev strækningen forlænget til Dornbach. Derefter forsøgte Wiens bystyre også at få andre virksomheder til at deltage i bygningen af sporvognsstrækninger, men på grund af bystyrets hårde betingelser slog alle virksomhederne (inkl. Schaeck-Jaquet) sig sammen og etablerede Wiener Tramwaygesellschaft, der således blev det eneste selskab at vælge mellem. Det byggede i de følgende år den største del af Wiens sporvognsnet. I 1872 blev det konkurrerende Neue Wiener Tramwaygesellschaft etableret, som dog kun fik mulighed for at bygge et net i forstæderne.

### Elektrisk drift
Den 28. januar 1897 kørte for første gang en elektrisk drevet sporvogn på den nuværende strækning for linje 5 (Praterstern – Wien Westbahnhof). På grund af den mindre støj og lugt fra den elektriske sporvogn i forhold til heste- og dampsporvognen satte denne type sig hurtigt igennem. Således kørte den sidste hestesporvogn i 1903, mens dampsporvognen endnu var i tjeneste på nogle af sidelinjerne frem til 1922.
Indtil 1910 blev der indsat sporvogne uden vinduesglas på endeperronerne. Det stammede fra hestesporvognens tid, hvor det var nødvendigt med direkte kontakt mellem kusk og heste. Der var altså intet til at beskytte mod kulde og vind. Først i 1930 fik alle sporvogne beskyttende glas på endeperronerne.
Under 1. verdenskrig blev driften sværere og sværere at gennemføre. Fra 1916 måtte kvinderne overtage arbejdet fra de mænd, der måtte til militæret, og på grund af tidens hårde rammebetingelser måtte driften derfor delvis indstilles.
At Wiens sporvejsnet allerede havde sin største udstrækning på 292 kilometer i mellemkrigstiden kan virke overraskende, men det hænger sammen med Wiens befolkningsudvikling. Allerede ved århundredeskiftet nåede befolkningstallet sit højdepunkt med 2 mio. indbyggere. Tallet har været støt faldende siden, og ved folketællingen i 1991 havde man nået det laveste indbyggertal på 1,5 mio. indbyggere. Siden er indbyggertallet dog steget en smule til 1,67 mio. i 2007.
Efter "anschluss" i 1938 blev sporvognstrafikken omstillet fra venstrekørsel til højrekørsel. Under 2. verdenskrig, så længe Wien var forskånet for krigshandlingerne, nåede sporvognsdriften sit højdepunkt. På det dengang endnu omfangsrige net blev der i 1943 befordret næsten 732 mio. passagerer. 18.000 medarbejdere var beskæftiget ved Wiener Straßenbahn. Ved krigens afslutning, da heller ikke Wien længere var forskånet for kamphandlinger, var størstedelen af de 4.000 sporvogne mer eller mindre beskadiget. Omkring 400 var totalskadet. Genopbygningen af nettet skulle vare til omkring 1950. Driften på enkelte korte strækninger blev ikke genoptaget.

## Efterkrigstiden
Indtil 1950'erne blev nettet endnu gennemgående betjent af de gamle reparerede eller genopbyggede vogne, da man først kunne anskaffe nye fra 1951. Man anskaffede dog vogne i antalsmæssigt små serier, da man i trafikplanlægningen forudsatte, at sporvognene skulle afskaffes fra 1955.
Med den tiltagende privatbilisme i efterkrigstiden blev ønsket om en mere bilvenlig by stort. I privatbilismens lys blev den skinnebårne trafik på vejene anset som en hindring for privatbilerne. Derfor gik fremtidsvisionen ud på at omlægge den kollektive trafik til U-bane og busser.
I 1958 testede man bussernes duelighed som erstatning for sporvogne ved at omstille sporvognlinje 158 til busdrift. Fra 1960 fulgte en kontinuerlig omstilling af linjer på strækninger i smalle gader i de tæt bebyggede kvarterer indenfor Gürtelstraße. Det kendteste eksempel i Wien er omlægningen af linje 13 fra Südbahnhof til Alserstraße. Men også enkelte strækninger i periferien af nettet eller linjer over bygrænsen blev erstattet af buslinjer.
I erkendelse af, at afskaffelsen af sporvognen ikke skete indenfor en kort tidshorisont (særligt på grund af den langvarige proces for bygning af den planlagte U-bane), gennemførte man et generationsskifte af vognparken. Fra 1959 byggede man de 6-aksede ledvogne af type "E" og "E1", af hvilke der blev bygget 427 af frem til 1976.
Med bygningen af Wiener U-Bahn kom det til flere og til dels større lukninger af sporvognsstrækninger. Selv på korte strækninger ønsker man ikke parallelkørsel med U-banen, og da denne praksis fortsætter sammen udbygningen af U-banennettet, må man forvente, at der fortsat nedlægges sporvognslinjer. Der bliver dog ikke længere sat spørgsmålstegn ved sporvognen som transportmiddel i Wien, og der er sågar planlagt åbninger af nye strækninger.
Af forretningsmæssige årsager afskaffede man sporvognskonduktørene – først i bivognene fra 1964 og siden i motorvognene fra 1972. Af personalepolitiske årsager varede det dog helt til 1996 før den sidste konduktør sluttede sin tjeneste på linje 46.

## Nuværende situation
I 1995 indsatte man den første lavgulvssporvogn "ULF" (Ultra Low Floor), også kaldet Niederflur (lavgulv, noget som ikke er en mulighed i en dieselbus pga. motorens og hjulenes størrelse). Denne Niedeflur-Lenkwagen var udviklet af Simmering-Graz-Pauker (i dag Siemens) og Elin og vognene har med sine 18 centimeter verdens laveste indstigningshøjde. Efter behov kan trinet sågar sænkes 10 centimeter yderligere. I Wien er der efter afslutning af den første leverance nu 152 eksemplarer i drift i to forskellige varianter.
I 1998 solgte man sporvognsnettet til et amerikansk finansselskab, og det bliver nu leaset med en tilbagekøbsoption.
Der findes en sporvejsmuseum i Wien på Ludwig-Koeßler-Platz i 3. bezirk Landstraße, hvor man på et udstillingsareal på 7.500 kvadratmeter kan blive informeret om Wiener Straßenbahn.

## Fakta om linjer og drift
I 2006 befordrede Wiener Straßenbahn 204,7 mio. passagerer, hvilket var et fald på 3 mio. i forhold til året før. 32 linjer med 534 vogne, hvoraf 152 lavtgulvsvogne, befærdede nettet med 1.128 stoppesteder. Hver sporvogn har i gennemsnit plads til 107,7 passagerer. Linjenettet har en samlet længde på 221,5 km. ud af et skinnet der i alt er 172 km. langt, og den gennemsnitlige linjelængde er 7,1 km. Dermed har Wien et skinnenet af nogenlunde samme længde som i Köln (188,5 km.) og som Berliner Straßenbahn (191,6 km.). På verdensplan har Sankt Petersborg med 288 kilometer og Melbourne med 238 kilometer det længste sporvognsnet.

### Linjenet
| De 28 sporvejslinjer, september 2017. | De 28 sporvejslinjer, september 2017.  | De 28 sporvejslinjer, september 2017. | De 28 sporvejslinjer, september 2017. | De 28 sporvejslinjer, september 2017. | De 28 sporvejslinjer, september 2017. | De 28 sporvejslinjer, september 2017. |
| Linje                                 | Fra                                    | Til                                   | Længde                                | Linjetype                             | Remise                                | Billeder                              |
| ------------------------------------- | -------------------------------------- | ------------------------------------- | ------------------------------------- | ------------------------------------- | ------------------------------------- | ------------------------------------- |
| D                                     | Hauptbahnhof Ost S Alfred-Adler-Straße | Nußdorf Beethovengang                 | 10,607 km                             | Gennemkørselslinje                    | Favoriten, Gürtel                     |                                       |
| O                                     | Raxstraße Rudolfshügelgasse            | Praterstern S U                       | 7,378 km                              | Gennemkørselslinje                    | Favoriten                             |                                       |
| 1                                     | Stefan-Fadinger-Platz                  | Prater, Hauptallee                    | 10,801 km                             | Gennemkørselslinje                    | Favoriten, Gürtel                     |                                       |
| 2                                     | Friedrich-Engels-Platz                 | Dornbach                              | 15,8 km                               | Gennemkørselslinje                    | Brigittenau, Hernals                  |                                       |
| 5                                     | Praterstern S U                        | Westbahnhof S U                       | 7,574 km                              | Ringlinje                             | Brigittenau, Rudolfsheim              |                                       |
| 6                                     | Burggasse-Stadthalle U                 | Kaiserebersdorf Zinnergasse           | 14,559 km                             | Ringlinje                             | Favoriten, Simmering                  |                                       |
| 9                                     | Gersthof S Wallrißstraße               | Westbahnhof S U                       | 6,201 km                              | Ringlinje                             | Hernals, Rudolfsheim                  |                                       |
| 10                                    | Dornbach                               | Unter-St.-Veit Hummelgasse            | 9,8 km                                | Ringlinje                             | Ottakring, Speising                   |                                       |
| 18                                    | Burggasse-Stadthalle U                 | Schlachthausgasse U                   | 7,963 km                              | Ringlinje                             | Rudolfsheim, Favoriten                |                                       |
| 25                                    | Aspern Oberdorfstraße                  | Floridsdorf S U                       | 8,862 km                              | Gennemkørselslinje                    | Kagran, Floridsdorf                   |                                       |
| 26                                    | Hausfeldstraße U                       | Strebersdorf Edmund-Hawranek-Platz    | 11,591 km                             | Gennemkørselslinje                    | Kagran, Floridsdorf                   |                                       |
| 30                                    | Floridsdorf S U                        | Stammersdorf                          | 5,169 km                              | Radiallinje                           | Brigittenau, Floridsdorf              |                                       |
| 31                                    | Schottenring U                         | Stammersdorf                          | 11,404 km                             | Radiallinje                           | Floridsdorf                           |                                       |
| 33                                    | Josefstädter Straße U                  | Friedrich-Engels-Platz                | 5,884 km                              | Gennemkørselslinje                    | Brigittenau, Floridsdorf              |                                       |
| 37                                    | Schottentor U                          | Hohe Warte                            | 5,027 km                              | Radiallinje                           | Gürtel                                |                                       |
| 38                                    | Schottentor U                          | Grinzing                              | 5,346 km                              | Radiallinje                           | Gürtel                                |                                       |
| 40                                    | Schottentor U                          | Gersthof Herbeckstraße                | 4,551 km                              | Radiallinje                           | Gürtel, Hernals                       |                                       |
| 41                                    | Schottentor U                          | Pötzleinsdorf                         | 5,189 km                              | Radiallinje                           | Gürtel, Hernals                       |                                       |
| 42                                    | Schottentor U                          | Antonigasse                           | 3,371 km                              | Radiallinje                           | Gürtel                                |                                       |
| 43                                    | Schottentor U                          | Neuwaldegg                            | 5,902 km                              | Radiallinje                           | Hernals                               |                                       |
| 44                                    | Schottentor U                          | Maroltingergasse                      | 5,7 km                                | Radiallinje                           | Ottakring                             |                                       |
| 46                                    | Ring, Volkstheater U                   | Joachimsthalerplatz                   | 4,580 km                              | Radiallinje                           | Ottakring                             |                                       |
| 49                                    | Ring, Volkstheater U                   | Hütteldorf Bujattigasse               | 8,423 km                              | Radiallinje                           | Rudolfsheim, Ottakring                |                                       |
| 52                                    | Westbahnhof S U                        | Baumgarten                            | 5,735 km                              | Radiallinje                           | Rudolfsheim, Speising                 |                                       |
| 60                                    | Westbahnhof S U                        | Rodaun                                | 13,6 km                               | Radiallinje                           | Speising, Rudolfsheim                 |                                       |
| 62                                    | Oper, Karlsplatz U                     | Lainz Wolkersbergenstraße             | 10,802 km                             | Radiallinje                           | Speising                              |                                       |
| 67                                    | Otto-Probst-Platz                      | Reumannplatz U                        | 5,4 km                                | Radiallinje                           | Favoriten                             |                                       |
| 71                                    | Börse                                  | Zentralfriedhof 3. Tor                | 10,820 km                             | Gennemkørselslinje                    | Simmering                             |                                       |

#### Nummerering af linjerne
For at gøre linjenettet overskueligt for passagererne har man gjort vognenes kørselsretning genkendelig gennem linjenummersystemet. Den endnu i dag i hovedtræk gældende forordning er fra 1907. Med inddelingen af byen i de enkelte bydele (bezirke) og forløbet af de vigtigste trafikårer var følgende inddeling den mest hensigtsmæssige:
- Ringlinjer – Numrene 1 til 20

Disse linjer kører i ring omkring den indre by.
Radiallinjer – Numrene 21 til 82.
Disse linjer kører til og fra den indre by. Udgående fra den såkaldte ""Direktionslinie" som følger aksen Ausstellungsstraße – Praterstern, følger nummereringen mod urretningen i stigende talorden.
Numre over 100 var tidligere forbeholdt den tidligere Dampftramway-strækning i yderdistrikterne, som delvist også førte ind i det tilstødende forbundsland Niederösterreich. Disse blev nedlagt mod slutningen af 1960'erne. Indtil 1967 eksisterende f.eks. linje 360, der var en fortsættelse af Linje 60 fra Mauer over Perchtoldsdorf og Brunn til Mödling.
- Gennemkørselslinjer – Numrene A til Z

Disse linjer forbinder ringlinjer med en eller to radiallinjer gennem kørsel på en del af Ringstraße. Numrene begynder også med udgangspunkt i Direktionslinie mod urets retning i stigende nummerorden. Gennemkørselslinjer, der delvist kører på Lastenstraße (der er en aflastningsring af gader udenom Ringstraße fik et bogstav med index-tal "2", f.eks. E2 eller H2 (I folkemunde kaldet "Zweierlinien" (da: toerlinjer).
Derudover var der endnu nogle kendingsmærker, såsom K for linjer der kørte over kajen ved Donaukanal og R for linjer der kørte over Ringstraße.
Med indførelsen og udbredelsen af busnettet blev dette system imidlertid noget udvandet, og derfor er systemet i dag inkonsekvent. For bedre at kunne adskille sporvogns- og buslinjer har man i flere år sat et bogstav efter buslinjernes linjenummer. Man benytter bogstaverne A og B, hvor A (f.eks. 10A) henviser til, at bussen har billetfællesskab med Wiener Linien og B henviser til et privat busselskab uden billetfællesskab.
Linjeskiltene på sporvognene bestod oprindelig af en sortlakeret blikskive med en diameter på 35 cm, hvor linjetalene var udskåret i metallet. Disse blev senere udfyldt med et hvidmateret glas, hvilket øgede læsbarheden både nat og dag.
Fra 1949 kom der tagskilte, som kunne læses fra to sider. Løsningen viste sig at være så god, at den endnu anvendes i dag. E2-vognene og til dels også E1-vognene har dog linjeskilte på stofruller i en lukket glaskasse på taget, hvor nummeret kan skiftes. Disse har muligvis den bedste læsbarhed, men de er vedligeholdelsestunge, og de bliver på grund af manglende reservedele enten ombygget til det gamle system med faste skilte (på E1) eller erstattet af LED-skilte (på E2). På ULF anvender man store matrixskilte, som dog ofte er svært læsbare på grund af refleksioner i det foransiddende glas.

### Vognpark

#### Højgulvsvogne
- Type E1 – 247 styk (oprindeligt 338) – Bygget 1966-1976
- Type E2 – 121 styk (oprindeligt 122) – Bygget 1978-1990

#### Lavtgulvsvogne
- Type A – 56 styk – Bygget 1995-2006
- Type A1 – 80 styk (under levering) – Bygget 2006- (i drift siden november 2007)
- Type B – 101 styk – Bygget 1995-2005

#### Bivogne
- Type c3 – 97 styk (oprindeligt 190) – Bygget 1959-1962
- Type c4 – 73 styk – Bygget 1974-1977
- Type c5 – 117 styk – Bygget 1978-1990